# Warlińskie Jezioro
Warlińskie Jezioro – przepływowe jezioro wytopiskowe w Polsce położone w województwie pomorskim, w powiecie kartuskim, w gminie Sulęczyno na obszarze Pojezierza Kaszubskiego. Pełni wraz z sąsiadującym na zachodzie jeziorem Chojnackim głównie funkcje rekreacyjno-turystyczne.

## Dane morfometryczne
Powierzchnia zwierciadła wody według różnych źródeł wynosi od 12,5 ha do 16,5 ha.
Zwierciadło wody położone jest na wysokości 194,4 m n.p.m.

## Hydronimia
Według urzędowego spisu opracowanego przez Komisję Nazw Miejscowości i Obiektów Fizjograficznych (KNMiOF) nazwa tego jeziora to Warlińskie Jezioro. W różnych publikacjach i na mapach topograficznych jezioro to występuje pod nazwą Warleńskie.